# Tournoi de clôture du championnat d'Argentine de football 2004
Navigation
Tournoi précédent Tournoi suivant
Le tournoi de clôture de la saison 2004 du Championnat d'Argentine de football est le second tournoi semestriel de la 74e édition du championnat de première division en Argentine. Les vingt équipes sont regroupées au sein d'une poule unique où elles affrontent une fois chacun de leurs adversaires. Un classement cumulé sur les trois dernières années permet de déterminer les deux équipes reléguées à l'issue du tournoi ainsi que les deux formations engagées en barrage de promotion-relégation, mis en place à partir de cette saison.
C'est le River Plate qui remporte le tournoi après avoir terminé en tête du classement final, avec quatre points d'avance sur Boca Juniors et cinq sur Talleres (Córdoba). C'est le trente-quatrième titre de champion d'Argentine de l'histoire du club et son troisième tournoi Clôture consécutif.
Plusieurs faits notables sont à souligner. Tout d'abord, Quilmes, promu de Segunda Division, réussit une très belle saison qui lui permet de terminer à la 5e place du classement cumulé annuel, synonyme de double qualification (Copa Libertadores et Copa Sudamericana). À l'inverse, le club de Talleres (Córdoba), pourtant 6e de ce même classement, ne peut s'engager en compétition continentale car il doit disputer les barrages de promotion-relégation, en raison de ses mauvais résultats les deux saisons précédentes. Barrages où les clubs de l'élite font pâle figure : battus par les prétendants de deuxième division, ils sont relégués, ce qui porte à quatre le nombre d'équipes promues pour la saison prochaine.

## Qualifications continentales
L'Argentine dispose de 5 places en Copa Libertadores. Elles reviennent aux vainqueurs des tournois Ouverture et Clôture ainsi qu'aux trois meilleures équipes du classement cumulé des deux tournois. En ce qui concerne la Copa Sudamericana, la fédération argentine peut aligner 6 équipes qui sont les six premières du même classement cumulé. Comme les deux compétitions continentales sont disputées à six mois d'intervalle, un club peut donc s'engager dans les deux coupes.

## Les clubs participants
| \| Buenos Aires La Plata Rosario Santa Fe Córdoba Bahía Blanca Rafaela \| Villes représentées lors de la saison 2003-2004 |
| Buenos Aires La Plata Rosario Santa Fe Córdoba Bahía Blanca Rafaela                                                       |

- Talleres (Córdoba)
- Arsenal
- Gimnasia y Esgrima (La Plata)
- Nueva Chicago
- Rosario Central
- Boca Juniors
- Banfield
- Colón (Santa Fe)
- Olimpo (Bahía Blanca)
- Independiente
- Lanús
- Newell's Old Boys (Rosario)
- Chacarita Juniors
- Racing Club
- San Lorenzo de Almagro
- Estudiantes (La Plata)
- River Plate
- Vélez Sársfield
- Atlético de Rafaela
- Quilmes

## Compétition
Le barème utilisé pour établir le classement est le suivant :
- Victoire : 3 points
- Match nul : 1 point
- Défaite : 0 point

### Classement
| Rang | Équipe                        | Pts | J  | G  | N  | P  | Bp | Bc | Diff |
| ---- | ----------------------------- | --- | -- | -- | -- | -- | -- | -- | ---- |
| 1    | River Plate                   | 40  | 19 | 12 | 4  | 3  | 41 | 21 | +20  |
| 2    | Boca Juniors                  | 36  | 19 | 10 | 6  | 3  | 34 | 17 | +17  |
| 3    | Talleres (Córdoba)            | 35  | 19 | 10 | 5  | 4  | 30 | 19 | +11  |
| 4    | Banfield                      | 32  | 19 | 9  | 5  | 5  | 27 | 17 | +10  |
| 5    | Vélez Sársfield               | 31  | 19 | 9  | 4  | 6  | 31 | 21 | +10  |
| 6    | Quilmes                       | 29  | 19 | 7  | 8  | 4  | 21 | 16 | +5   |
| 7    | Arsenal                       | 29  | 19 | 7  | 8  | 4  | 21 | 22 | -1   |
| 8    | Lanús                         | 20  | 19 | 5  | 5  | 9  | 21 | 27 | -6   |
| 9    | Olimpo (Bahía Blanca)         | 19  | 19 | 4  | 7  | 8  | 18 | 28 | -10  |
| 10   | Racing Club                   | 28  | 19 | 8  | 4  | 7  | 29 | 29 | 0    |
| 11   | San Lorenzo de Almagro        | 26  | 19 | 6  | 8  | 5  | 18 | 16 | +2   |
| 12   | Atlético de Rafaela           | 26  | 19 | 7  | 5  | 7  | 25 | 24 | +1   |
| 13   | Colón (Santa Fe)              | 25  | 19 | 7  | 4  | 8  | 20 | 26 | -6   |
| 14   | Newell's Old Boys (Rosario)   | 22  | 19 | 4  | 10 | 5  | 28 | 25 | +3   |
| 15   | Independiente                 | 22  | 19 | 5  | 7  | 7  | 21 | 27 | -6   |
| 16   | Estudiantes (La Plata)        | 21  | 19 | 5  | 6  | 8  | 19 | 29 | -10  |
| 17   | Gimnasia y Esgrima (La Plata) | 17  | 19 | 3  | 8  | 8  | 21 | 26 | -5   |
| 18   | Nueva Chicago                 | 17  | 19 | 2  | 11 | 6  | 18 | 27 | -9   |
| 19   | Chacarita Juniors             | 17  | 19 | 3  | 8  | 8  | 21 | 34 | -13  |
| 20   | Rosario Central               | 13  | 19 | 2  | 7  | 10 | 16 | 29 | -13  |

|  | Qualification directe pour la Copa Libertadores 2005 |
|  | T : Tenant du titre                                  |

### Classement cumulé
Un classement cumulé des tournois Ouverture et Clôture permet de déterminer les équipes qualifiées pour la Copa Libertadores 2005 et la Copa Sudamericana 2004.
| Rang | Équipe                        | Pts | J  | G  | N  | P  | Bp | Bc | Diff |
| ---- | ----------------------------- | --- | -- | -- | -- | -- | -- | -- | ---- |
| 1    | Boca JuniorsOuv               | 75  | 38 | 21 | 12 | 5  | 68 | 28 | +40  |
| 2    | River PlateClo                | 66  | 38 | 19 | 9  | 10 | 64 | 45 | +19  |
| 3    | Banfield                      | 64  | 38 | 18 | 10 | 10 | 54 | 35 | +19  |
| 4    | San Lorenzo de Almagro        | 62  | 38 | 17 | 11 | 10 | 44 | 29 | +15  |
| 5    | Quilmes                       | 60  | 38 | 15 | 15 | 8  | 41 | 29 | +12  |
| 6    | Talleres (Córdoba)            | 59  | 38 | 16 | 11 | 11 | 57 | 49 | +8   |
| 7    | Arsenal                       | 55  | 38 | 13 | 16 | 9  | 39 | 38 | +1   |
| 8    | Vélez Sarsfield               | 53  | 38 | 14 | 11 | 13 | 51 | 49 | +2   |
| 9    | Newell's Old Boys (Rosario)   | 51  | 38 | 11 | 18 | 9  | 55 | 45 | +10  |
| 10   | Racing Club                   | 50  | 38 | 12 | 14 | 12 | 52 | 52 | 0    |
| 11   | Colón (Santa Fe)              | 49  | 38 | 12 | 13 | 13 | 43 | 50 | -7   |
| 12   | Independiente                 | 44  | 38 | 10 | 14 | 14 | 36 | 46 | -10  |
| 13   | Rosario Central               | 44  | 38 | 10 | 14 | 14 | 44 | 55 | -11  |
| 14   | Estudiantes (La Plata)        | 44  | 38 | 11 | 11 | 16 | 37 | 49 | -12  |
| 15   | Atlético de Rafaela           | 43  | 38 | 10 | 13 | 15 | 44 | 52 | -8   |
| 16   | Lanús                         | 42  | 38 | 9  | 15 | 14 | 42 | 50 | -8   |
| 17   | Olimpo (Bahía Blanca)         | 39  | 38 | 9  | 12 | 17 | 35 | 51 | -16  |
| 18   | Chacarita Juniors -3          | 38  | 38 | 8  | 17 | 13 | 41 | 53 | -12  |
| 19   | Gimnasia y Esgrima (La Plata) | 38  | 38 | 8  | 14 | 16 | 35 | 48 | -13  |
| 20   | Nueva Chicago                 | 28  | 38 | 4  | 16 | 18 | 32 | 58 | -26  |

|  | Qualification directe pour la Copa Libertadores 2005 et pour la Copa Sudamericana 2004 |
|  | Qualification directe pour la Copa Sudamericana 2004                                   |
|  | Ouv : Vainqueur du tournoi d'Ouverture 2003 Clo : Vainqueur du tournoi de Clôture 2004 |

### Table de relégation
Un classement cumulé des trois dernières saisons du championnat permet de déterminer les deux équipes reléguées en Primera B et les deux qui doivent disputer un barrage de promotion-relégation. 
| Rang | Équipe                        | Pts   | J   | G | N | P | Bp | Bc | Diff |
| ---- | ----------------------------- | ----- | --- | - | - | - | -- | -- | ---- |
| 1    | River PlateClo                | 2,008 | 114 |   |   |   |    |    |      |
| 2    | Boca Juniors                  | 1,947 | 114 |   |   |   |    |    |      |
| 3    | Quilmes                       | 1,578 | 38  |   |   |   |    |    |      |
| 4    | San Lorenzo de Almagro        | 1,535 | 114 |   |   |   |    |    |      |
| 5    | Racing Club                   | 1,526 | 114 |   |   |   |    |    |      |
| 6    | Vélez Sarsfield               | 1,464 | 114 |   |   |   |    |    |      |
| 7    | Colón (Santa Fe)              | 1,421 | 114 |   |   |   |    |    |      |
| 8    | Banfield                      | 1,403 | 114 |   |   |   |    |    |      |
| 9    | Arsenal                       | 1,368 | 76  |   |   |   |    |    |      |
| 10   | Newell's Old Boys (Rosario)   | 1,324 | 114 |   |   |   |    |    |      |
| 11   | Gimnasia y Esgrima (La Plata) | 1,298 | 114 |   |   |   |    |    |      |
| 12   | Independiente                 | 1,280 | 114 |   |   |   |    |    |      |
| 13   | Rosario Central               | 1,280 | 114 |   |   |   |    |    |      |
| 14   | Lanús                         | 1,263 | 114 |   |   |   |    |    |      |
| 15   | Estudiantes (La Plata)        | 1,236 | 114 |   |   |   |    |    |      |
| 16   | Olimpo (Bahía Blanca)         | 1,184 | 76  |   |   |   |    |    |      |
| 17   | Talleres (Córdoba)            | 1,166 | 114 |   |   |   |    |    |      |
| 18   | Atlético de Rafaela           | 1,131 | 38  |   |   |   |    |    |      |
| 19   | Chacarita Juniors             | 1,105 | 114 |   |   |   |    |    |      |
| 20   | Nueva Chicago                 | 1,026 | 114 |   |   |   |    |    |      |

|  | Participation au barrage de promotion-relégation                                       |
|  | Relégation directe en Primera B                                                        |
|  | Ouv : Vainqueur du tournoi d'Ouverture 2003 Clo : Vainqueur du tournoi de Clôture 2004 |

### Barrage de promotion-relégation
| Équipe 1                    | Résultat | Équipe 2                 | Aller | Retour |
| --------------------------- | -------- | ------------------------ | ----- | ------ |
| Huracán (Tres Arroyos) (D2) | 5 - 3    | Atlético de Rafaela (D1) | 2 - 1 | 3 - 2  |
| Argentinos Juniors (D2)     | 4 - 2    | Talleres (Córdoba) (D1)  | 2 - 1 | 2 - 1  |

## Bilan de la saison
| Championnat d'Argentine de football 2004 |                                                                                      |
| Champion                                 | River Plate (34e titre)                                                              |
| Coupes et trophées                       |                                                                                      |
| Vainqueur de la Coupe d'Argentine 2004   | Non disputée                                                                         |
| Qualifications continentales             |                                                                                      |
| Copa Libertadores 2005                   | Boca Juniors River Plate Banfield San Lorenzo de Almagro Quilmes (tour préliminaire) |
| Copa Sudamericana 2004                   | Boca Juniors River Plate Banfield San Lorenzo de Almagro Quilmes Arsenal             |
| Promotions et relégations                |                                                                                      |
| Promus en Primera Division               | Argentinos Juniors Huracán (Tres Arroyos) Instituto (Córdoba) Almagro                |
| Relégués en Primera B Nacional           | Talleres (Córdoba) Atlético de Rafaela Chacarita Juniors Nueva Chicago               |